# Carmen Schäfer
Carmen Nadia Schäfer (Zúrich, 8 de enero de 1988) es una deportista suiza que compitió en curling.
Ganó dos medallas en el Campeonato Mundial de Curling, en los años 2008 y 2012, y cuatro medallas en el Campeonato Europeo de Curling entre los años 2008 y 2013.
Participó en dos Juegos Olímpicos de Invierno, ocupando el cuarto lugar Vancouver 2010 y el cuarto en Sochi 2014, en la prueba femenina.

## Palmarés internacional
| Campeonato Mundial | Campeonato Mundial     | Campeonato Mundial | Campeonato Mundial |
| Año                | Lugar                  | Medalla            | Prueba             |
| ------------------ | ---------------------- | ------------------ | ------------------ |
| 2008               | Vernon (Canadá)        | Medalla de bronce  | Equipo             |
| 2012               | Lethbridge (Canadá)    | Medalla de oro     | Equipo             |
| Campeonato Europeo |                        |                    |                    |
| Año                | Lugar                  | Medalla            | Prueba             |
| 2008               | Örnsköldsvik (Suecia)  | Medalla de oro     | Equipo             |
| 2009               | Aberdeen (Reino Unido) | Medalla de plata   | Equipo             |
| 2010               | Champéry (Suiza)       | Medalla de bronce  | Equipo             |
| 2013               | Stavanger (Noruega)    | Medalla de bronce  | Equipo             |